# Шевру (Франция)
Шевру́ (фр. Chevroux) — коммуна во Франции, находится в регионе Рона — Альпы. Департамент — Эн. Входит в состав кантона Пон-де-Во. Округ коммуны — Бурк-ан-Брес.
Код INSEE коммуны — 01102.

## География
Коммуна расположена приблизительно в 340 км к юго-востоку от Парижа, в 70 км севернее Лиона, в 29 км к северо-западу от Бурк-ан-Бреса.

## Климат
Климат полуконтинентальный с холодной зимой и тёплым летом. Дожди бывают нечасто, в основном летом.

## Население
Население коммуны на 2010 год составляло 933 человека.
| 1962 | 1968 | 1975 | 1982 | 1990 | 1999 | 2010 |
| ---- | ---- | ---- | ---- | ---- | ---- | ---- |
| 637  | 587  | 516  | 517  | 586  | 657  | 933  |

## Администрация
| Период | Период | Фамилия      | Партия | Примечания |
| ------ | ------ | ------------ | ------ | ---------- |
| 2001   | 2008   | Ги Берниго   |        |            |
| 2008   | 2020   | Доминик Саво |        |            |

## Экономика
В 2010 году среди 587 человек трудоспособного возраста (15—64 лет) 489 были экономически активными, 98 — неактивными (показатель активности — 83,3 %, в 1999 году было 68,6 %). Из 489 активных жителей работали 463 человека (264 мужчины и 199 женщин), безработных было 26 (9 мужчин и 17 женщин). Среди 98 неактивных 32 человека были учениками или студентами, 32 — пенсионерами, 34 были неактивными по другим причинам.

## Достопримечательности
- Ферма Мон. Исторический памятник с 1980 года.[9]
- Ферма Бурльер (XI век). Исторический памятник с 1993 года.[10]

## Фотогалерея

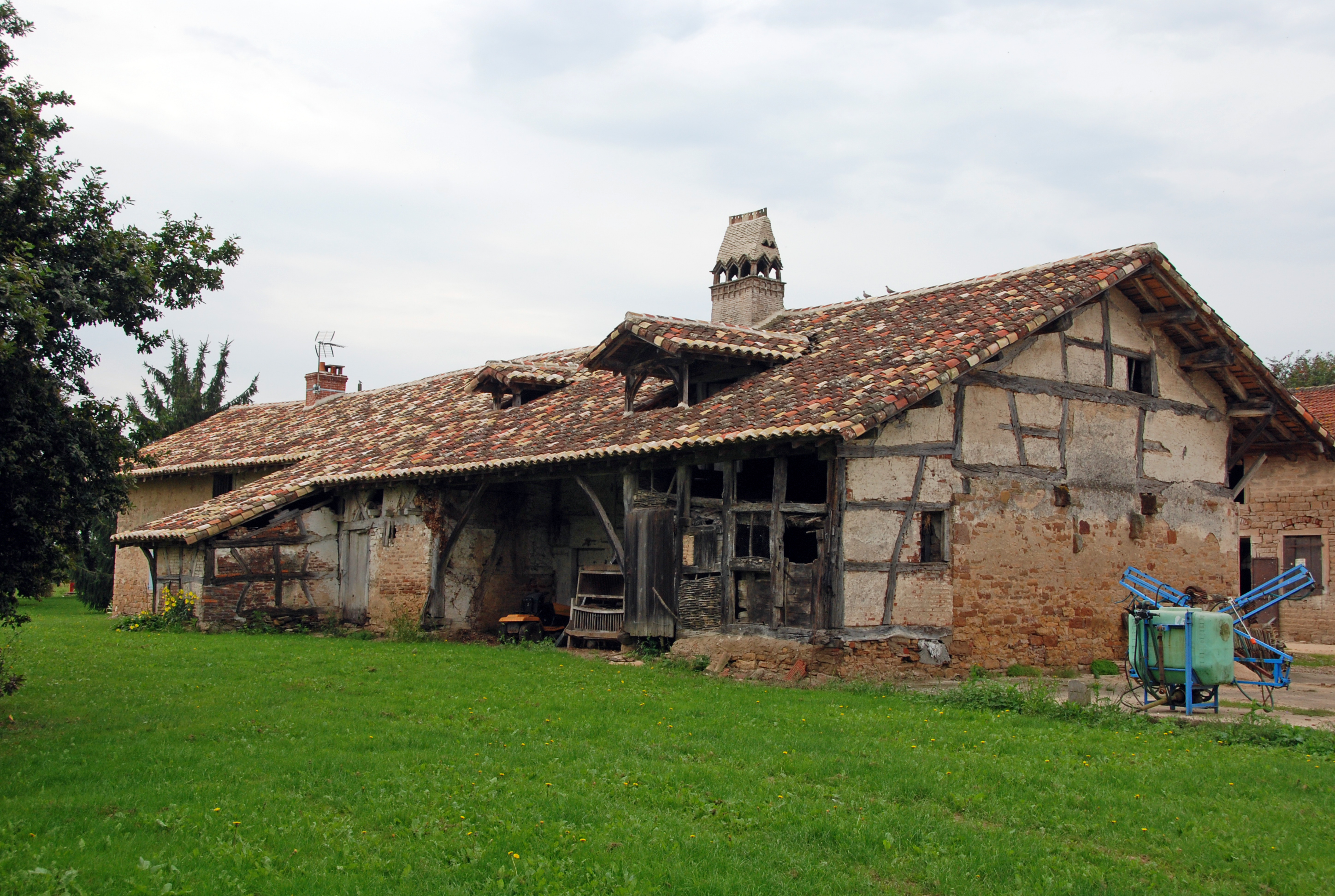
Ферма Мон
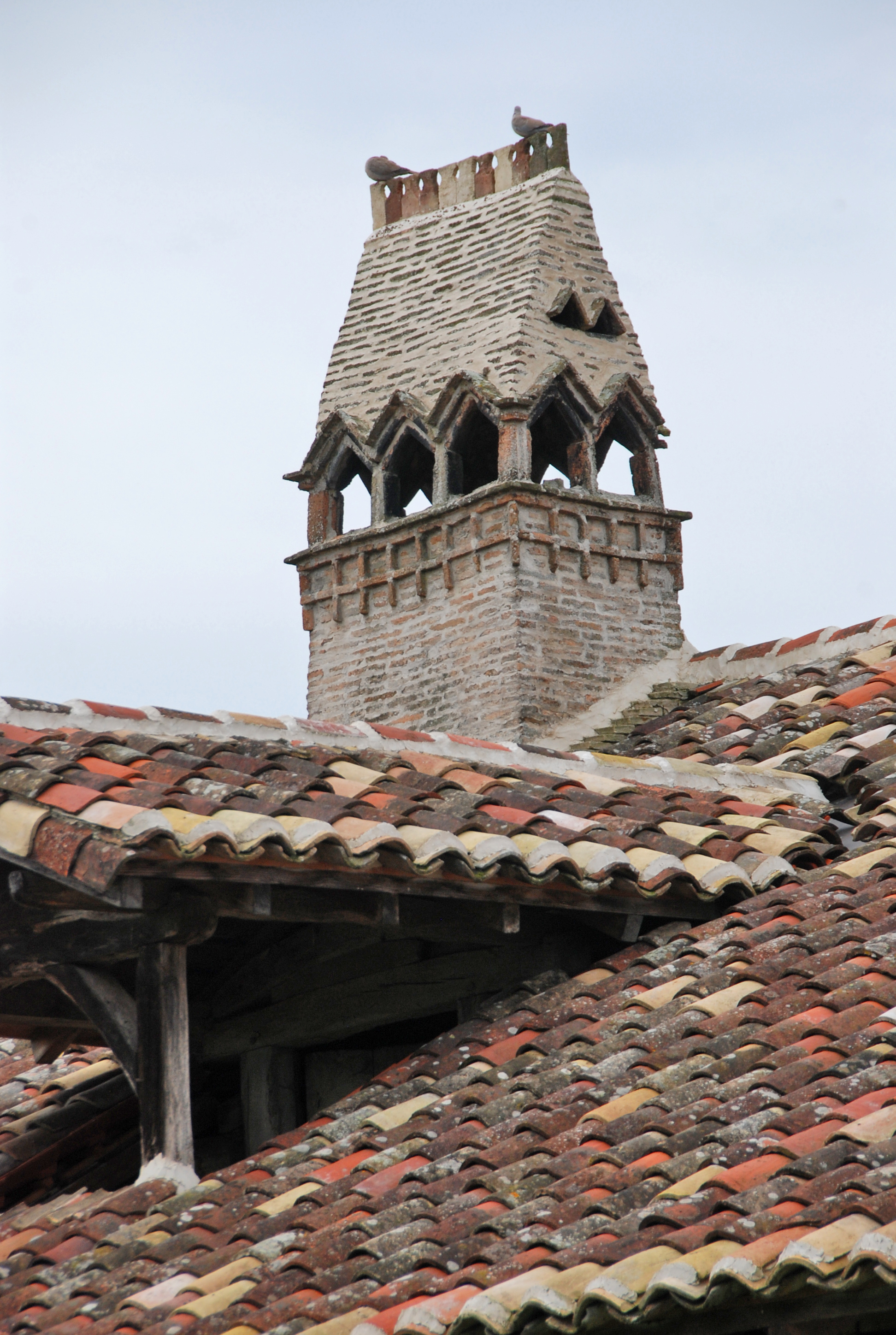
Ферма Мон
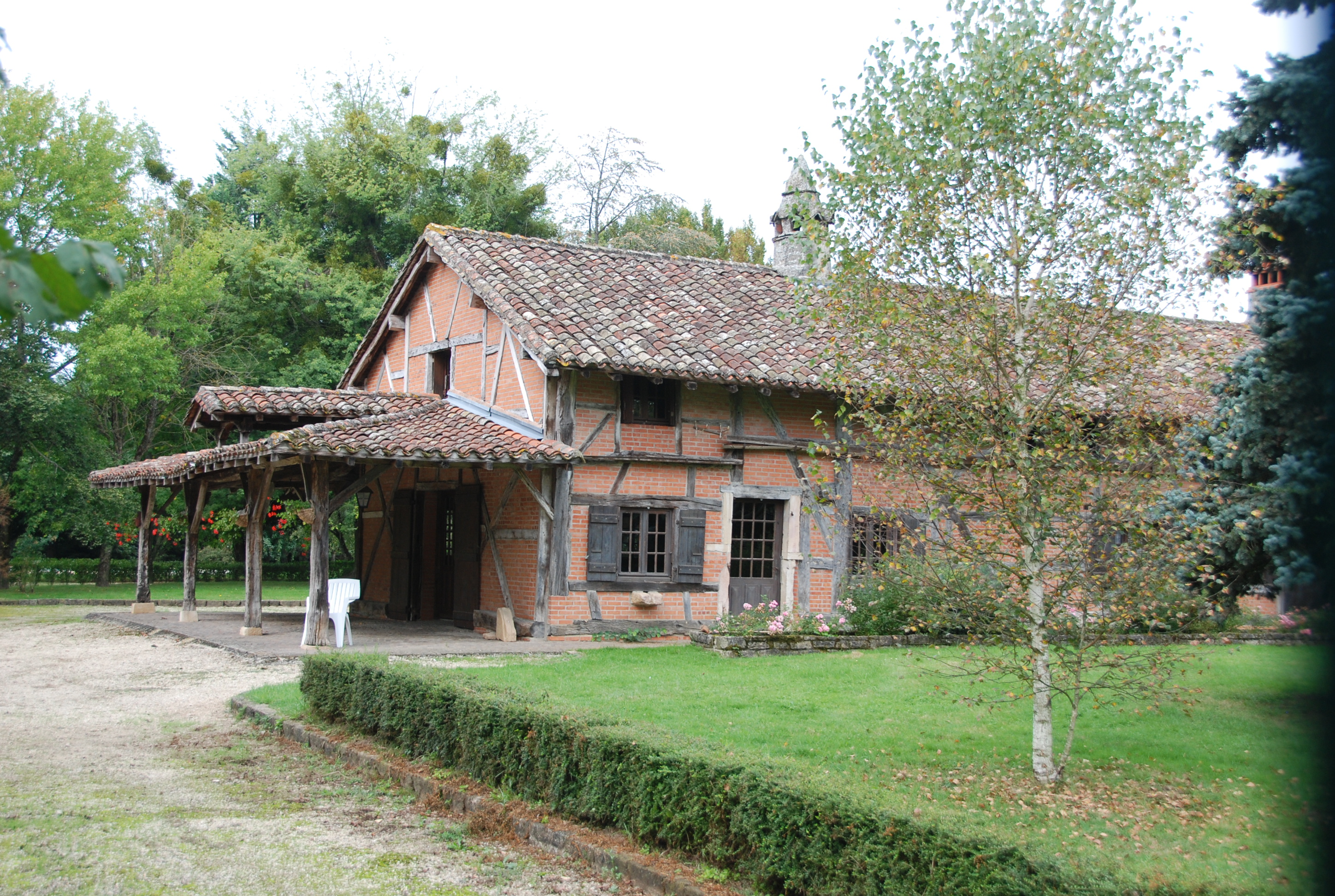
Ферма Бурльер
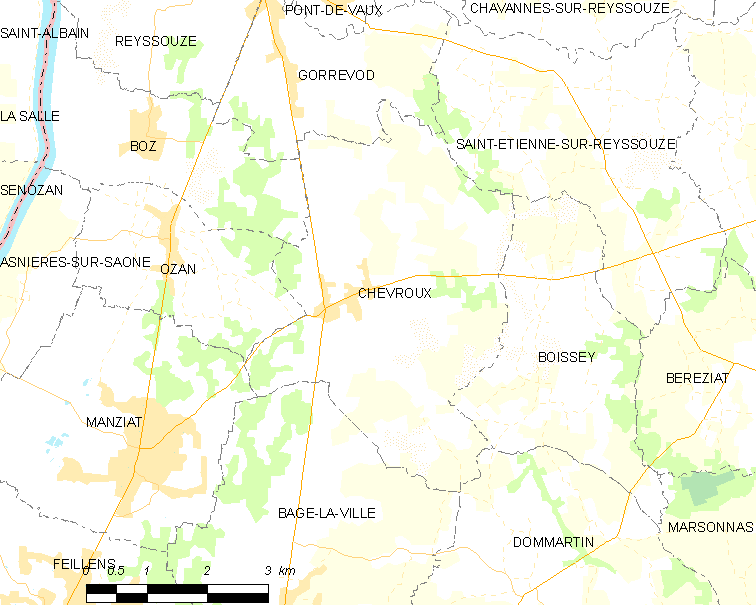
Карта коммуны